# Лотария
Лотарията е форма на игра, при която печалбите се обявяват и разпределят публично чрез жребий по предварително обявена схема, а получаването им зависи от познаването на определена цифра, комбинация от цифри, знак, фигура и други неща на случаен принцип или от изтеглянето на печеливш предварително закупен фиш, талон или билет.
Целта на участниците в този тип хазарт е печалба - парична или предметна. Най-желана е максималната печалба, наречена джакпот, но тя се получава относително рядко (обичайно е вземането през известно време, при редовна игра, на дребни, т.нар. утешителни награди, често служещи за мотивация за по-нататъшно участие и за финансирането му). Понеже въпреки това съществуват и възможности за вземането на сравнително големи печалби, някои участници, за да увеличат шансовете си за печалба, участват в лотарията, групирани в т.нар. синдикат. Те играят групово, закупувайки много билети, като всеки участва с малка сума пари. Колкото повече билети са закупени от групата (синдиката), толкова техните шансове за печалба са по-големи. Разпределянето на печалбата в групата е пропорционално на вложените от всеки играч пари. Тя може да бъде и повече, отколкото, ако играят поотделно, но отново не е сигурно, че ще бъде спечелено каквото и да било. Плюс е по-скоро това, че възможността все пак да се спечели съществува, а рискът е по-малък.
Друг тип стратегия за повишаване на шансовете в лотарията се основава на определяне на оптималните шансове за печалба при различните лотарийни игри. При нея се подбират лотарии с най-добър баланс между шансовете за печалба и размера на джакпота. Тази стратегия става приложима с навлизането на Интернет в ежедневието и възможността да се участва в лотарийни игри от цял свят. Комбинация от съществуващите стратегии позволява определянето на най-изгодните (в дадения момент) за играча игри. Това става чрез пресмятането на Wise Lotto Index (WLI – Мъдър лото-индекс) за всички лотарии. Чрез сортирането им по този индекс, могат да се узнаят лотариите с оптимален шанс за спечелване на джакпота им при минимални инвестиции от страна на играча.